# Campionati austriaci di ski cross
I Campionati austriaci di ski cross sono una competizione sciistica che si svolge ogni anno, generalmente nel mese di marzo o aprile. Sono organizzati dalla Federazione austriaca di sci e decretano il campione e la campionessa austriaci di ski cross. 

## Albo d'oro
| Edizione | Uomini                | Donne                |
| -------- | --------------------- | -------------------- |
| 2006     | Roman Hofer           | Karin Huttary        |
| 2007     | Non disputati         | Non disputati        |
| 2008     | Non disputati         | Non disputati        |
| 2009     | Non disputati         | Non disputati        |
| 2010     | Markus Wittner        | Katrin Ofner         |
| 2011     | Daniel Riegler        | Andrea Limbacher     |
| 2012     | Thomas Zangerl        | Katrin Ofner (2)     |
| 2013     | Christoph Wahrstötter | Katrin Ofner (3)     |
| 2014     | Thomas Zangerl (2)    | Katrin Ofner (4)     |
| 2015     | Thomas Zangerl (3)    | Katrin Ofner (5)     |
| 2016     | Andreas Matt          | Andrea Limbacher (2) |
| 2017     | Thomas Zangerl (4)    | Katrin Ofner (6)     |
| 2018     | Adam Kappacher        | Katrin Ofner (7)     |
| 2019     | Robert Winkler        | Andrea Limbacher (3) |
| 2020     | Thomas Mayrpeter      | Andrea Limbacher (4) |
| 2021     | Gara annullata        | Gara annullata       |
| 2022     | Gara annullata        | Gara annullata       |
| 2023     | Mathiaa Graf          | Sonja Gigler         |
| 2024     | Johannes Aujesky      | Magdalena Fritz      |
| 2025     | Johannes Rohrweck     | Christina Foedermayr |